# Klosterbrauerei Andechs
Koordinaten: 47° 58′ 34,9″ N, 11° 11′ 5,7″ O

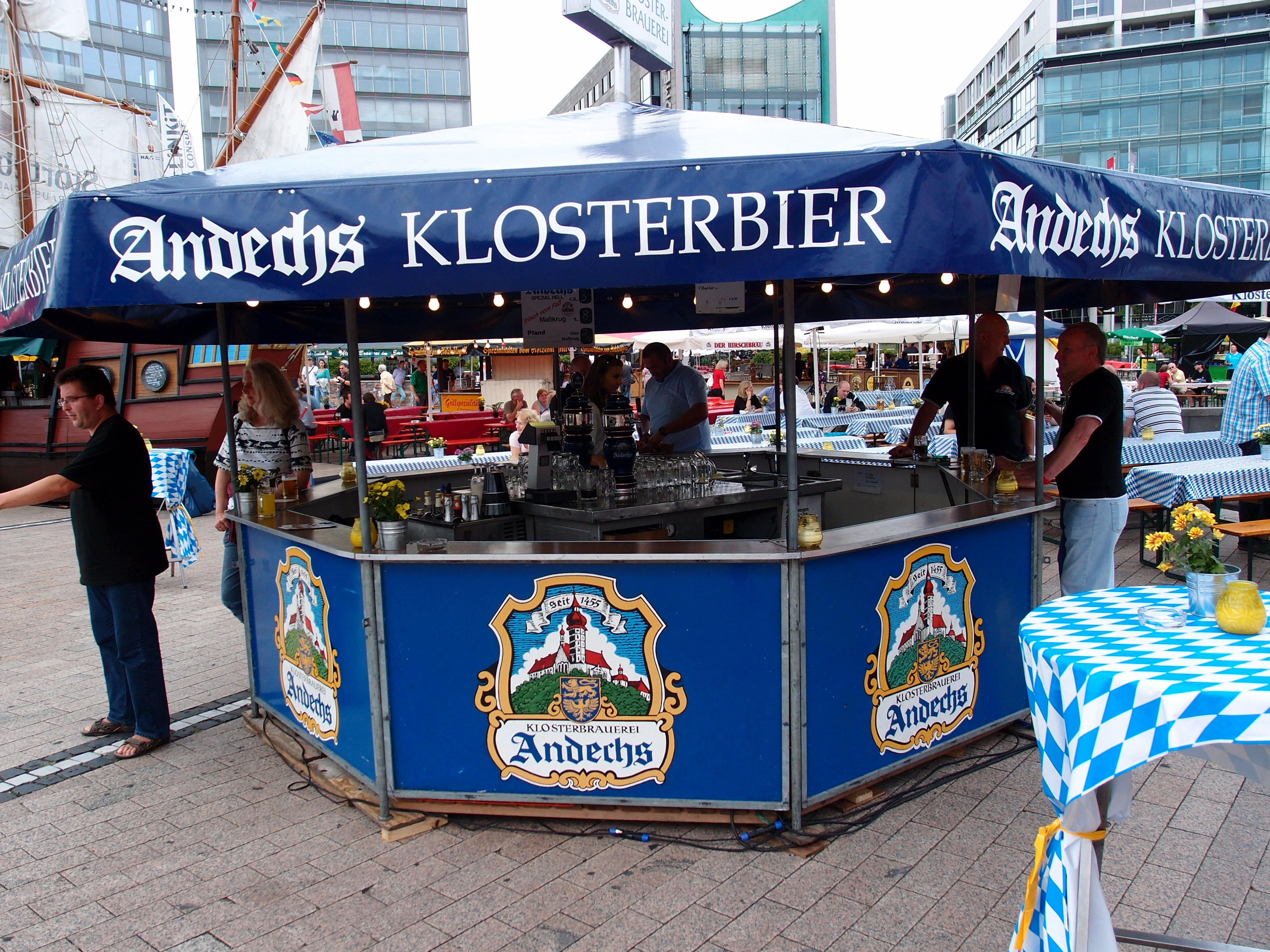
Andechs Klosterbier auf der 14. Kölner Bierbörse (2012)

Die Klosterbrauerei Andechs ist eine Brauerei im Besitz der Benediktinerabtei Sankt Bonifaz in München und Andechs. Sie hat ihren Sitz in Andechs (Oberbayern). Sie ist die einzige Klosterbrauerei in Deutschland, die Bockbiere ganzjährig braut und deutschlandweit vertreibt. Der jährliche Bierausstoß beträgt über 100.000 hl. Nur ein kleiner Teil des Andechser Klosterbieres wird auf dem „Heiligen Berg Bayerns“ in Andechs ausgeschenkt. Der Großteil der Produktion wird in ganz Deutschland und vielen Ländern bis nach Russland, Finnland und Japan vertrieben.

## Geschichte
Seit dem Mittelalter (urkundlich nachgewiesen seit 1455) wurde in Kloster Andechs schon Bier gebraut. Die Benediktiner-Mönche setzten die Brautradition über die Jahrhunderte fort. So wurde 1906 ein siebenstöckiges Mälzereigebäude aus Stahlbeton errichtet. 1950 folgte die erste Flaschenabfüllanlage. 1972 entschied sich der Konvent für den Bau einer völlig neuen Brauerei am Fuß des Heiligen Berges. Ein moderner Fass- und Flaschenkeller wurde 1974 fertiggestellt. Das neue Sudhaus folgte 1983. 2006 wurde die Erweiterung des Gär- und Lagerkellers abgeschlossen. Im Jahr 2007 wurde das Sudhaus durchgreifend erneuert. Seit 2016 ist ein Entalkoholisierungsanlage in Betrieb für die Herstellung der Sorte Weißbier alkoholfrei. Eine neue Flaschenfüllereianlage wurde im Oktober 2019 fertiggestellt.

## Biersorten
Überregional bekannt ist vor allem der Andechser Doppelbock Dunkel mit 7,1 % Alkohol und 18,8 % Stammwürze. Daneben werden Andechser Vollbier Hell, Andechser Spezial Hell, Andechser Bergbock Hell, Andechser Export Dunkel, Andechser Weißbier Hell, Andechser Weißbier Dunkel und saisonal Andechser Weizenbock gebraut.

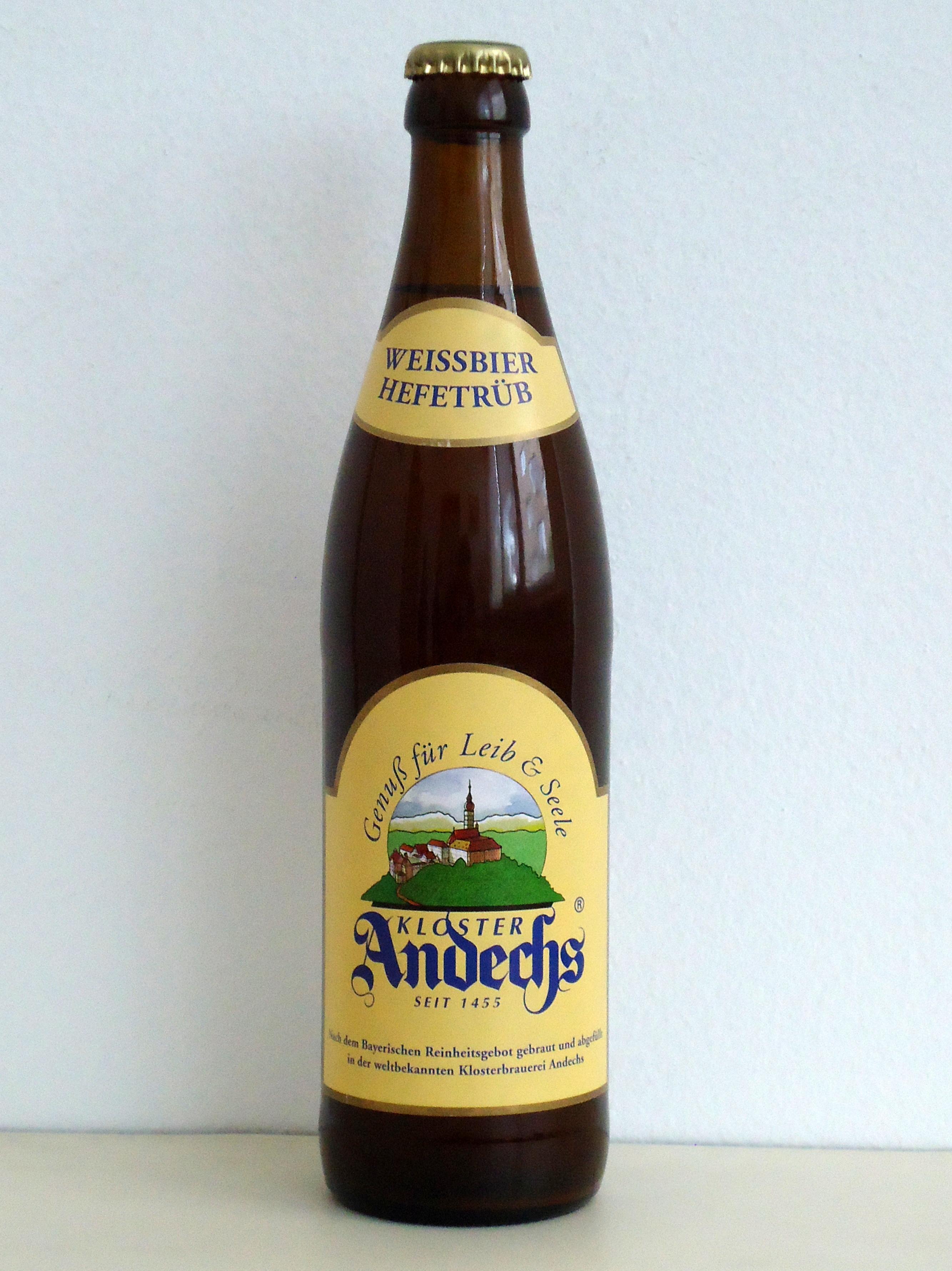
Andechser Weißbier Hefetrüb
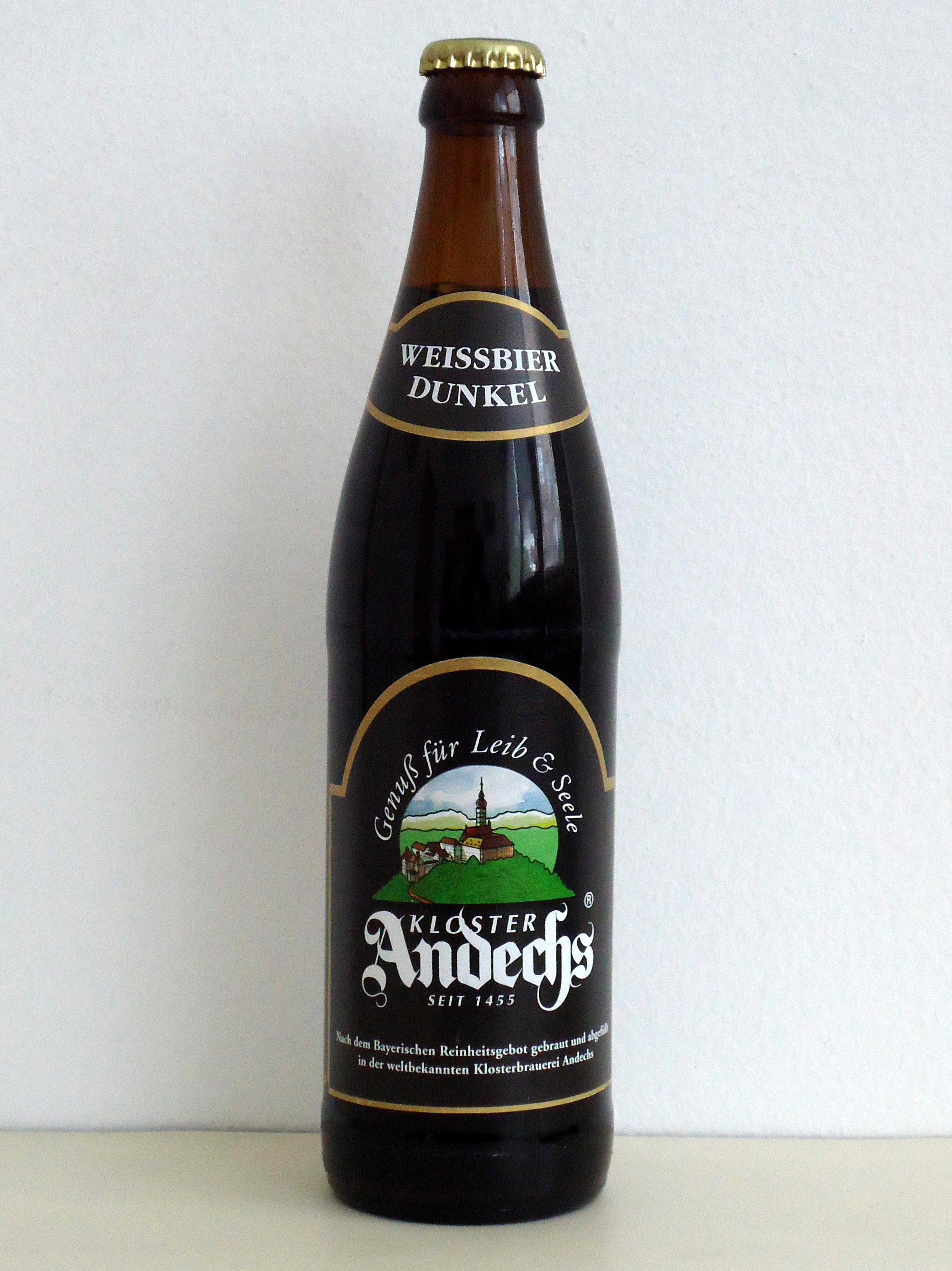
Andechser Weißbier Dunkel
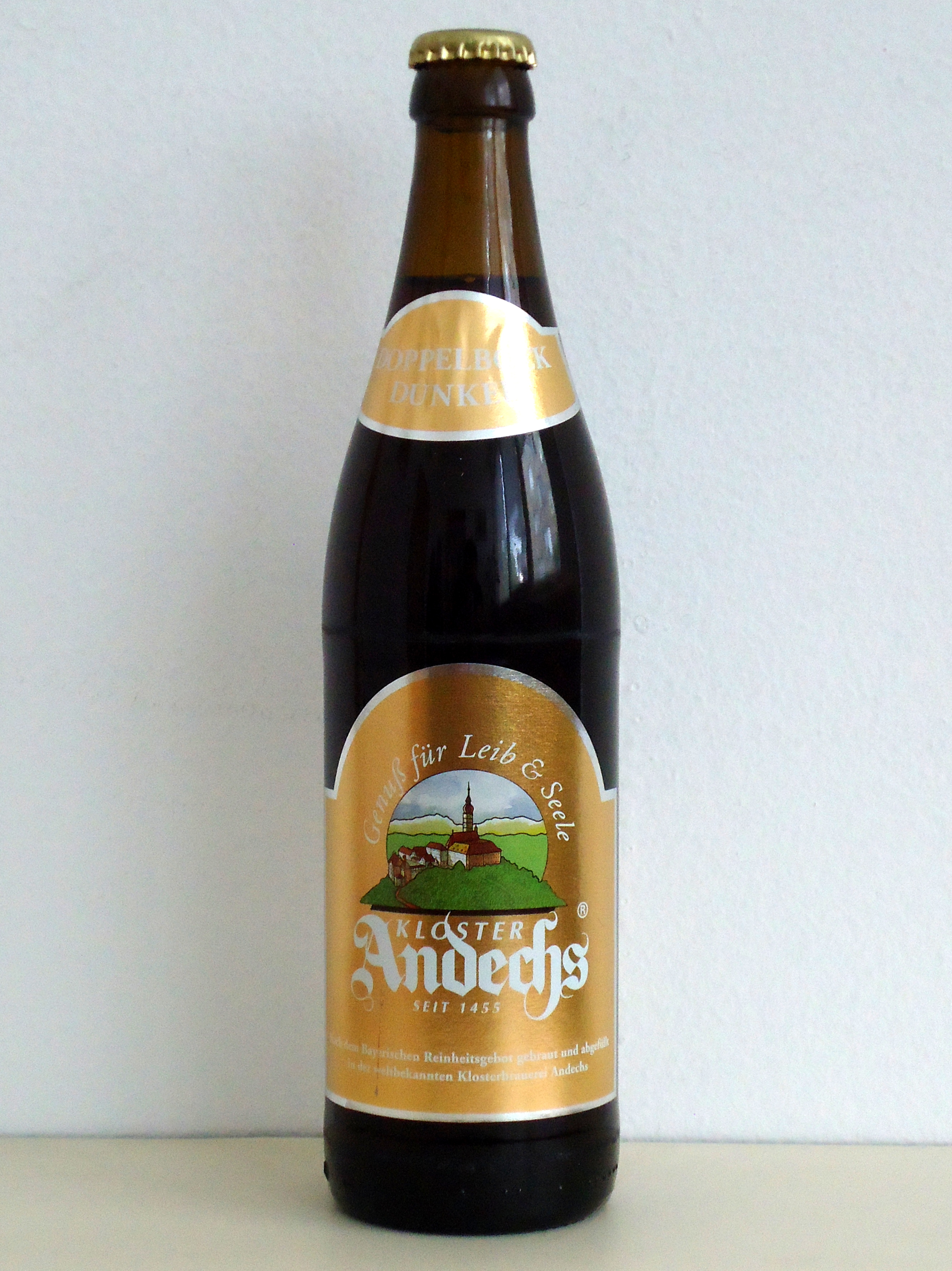
Andechser Doppelbock Dunkel